# Hansen (Idaho)
Hansen és una població del Comtat de Twin Falls (Idaho). Segons el cens dels Estats Units del 2000 tenia 970 habitants.

## Demografia
Segons el cens del 2000 Hansen tenia 970 habitants, 349 habitatges, i 255 famílies. La densitat de població era de 1.012,2 habitants/km².
Dels 349 habitatges en un 39,3% hi vivien nens de menys de 18 anys, en un 56,4% hi vivien parelles casades, en un 11,5% dones solteres, i en un 26,9% no eren unitats familiars. En el 21,2% dels habitatges hi vivien persones soles el 9,5% de les quals corresponia a persones de 65 anys o més que vivien soles. El nombre mitjà de persones vivint en cada habitatge era de 2,78 i el nombre mitjà de persones que vivien en cada família era de 3,23.
Per edats la població es repartia de la següent manera: un 31,8% tenia menys de 18 anys, un 9,2% entre 18 i 24, un 27,2% entre 25 i 44, un 21,1% de 45 a 60 i un 10,7% 65 anys o més.
L'edat mediana era de 32 anys. Per cada 100 dones de 18 o més anys hi havia 95,3 homes.
La renda mediana per habitatge era de 29.125 $ i la renda mediana per família de 32.750 $. Els homes tenien una renda mediana de 26.607 $ mentre que les dones 18.750 $. La renda per capita de la població era de 12.339 $. Aproximadament l'11,7% de les famílies i el 15,8% de la població estaven per davall del llindar de pobresa.

## Poblacions properes
El següent diagrama mostra les poblacions més properes.